# Tracy Does Conan
"Tracy Does Conan" é o sétimo episódio da primeira temporada da série de televisão de comédia de situação norte-americana 30 Rock. Teve o seu enredo escrito por Tina Fey, produtora executiva do seriado, e foi realizado por Adam Bernstein. A sua transmissão original nos Estados Unidos ocorreu na noite de 7 de Dezembro de 2006 através da rede de televisão National Broadcasting Company (NBC). Dentre as estrelas convidadas estão inclusas Katrina Bowden, Kevin Brown, Grizz Chapman, Keith Powell, Maulik Pancholy, Chris Parnell, Dean Winters, Rachel Dratch, Dave Finkel, Aubrey Plaza. Conan O'Brien participou a interpretar uma versão fictícia de si mesmo.
O episódio gira em torno das tentativas da argumentista-chefe Liz Lemon (interpretada por Fey) e o produtor Pete Hornberger (Scott Adsit) de fazer da participação do comediante Tracy Jordan (Tracy Morgan) no talk-show Late Night with Conan O'Brien um sucesso, contrariamente à sua participação anterior. Contudo, a situação se complica quando Tracy termina frasco dos comprimidos que precisa para manter-se são, ficando temporariamente louco. Entretanto, o executivo Jack Donaghy (Alec Baldwin) prepara-se para fazer um discurso no Hotel Waldorf-Astoria.
Em geral, "Tracy Does Conan" foi recebido com opiniões positivas pelos membros da crítica especialista em televisão do horário nobre. Inclusive, Fey recebeu uma nomação na categoria "Melhor Escrita de Argumento para Série de Comédia" na 59.ª cerimónia anual dos prémios Primetime Emmy. De acordo com os dados publicados pelo sistema de mediação de audiências Nielsen Ratings, o episódio foi assistido por uma média de 6,84 milhões de telespectadores norte-americanos, e foi-lhe atribuída a classificação de 3,2 e oito de share no perfil demográfico dos telespectadores entre os 18 aos 49 anos de idade.

## Produção

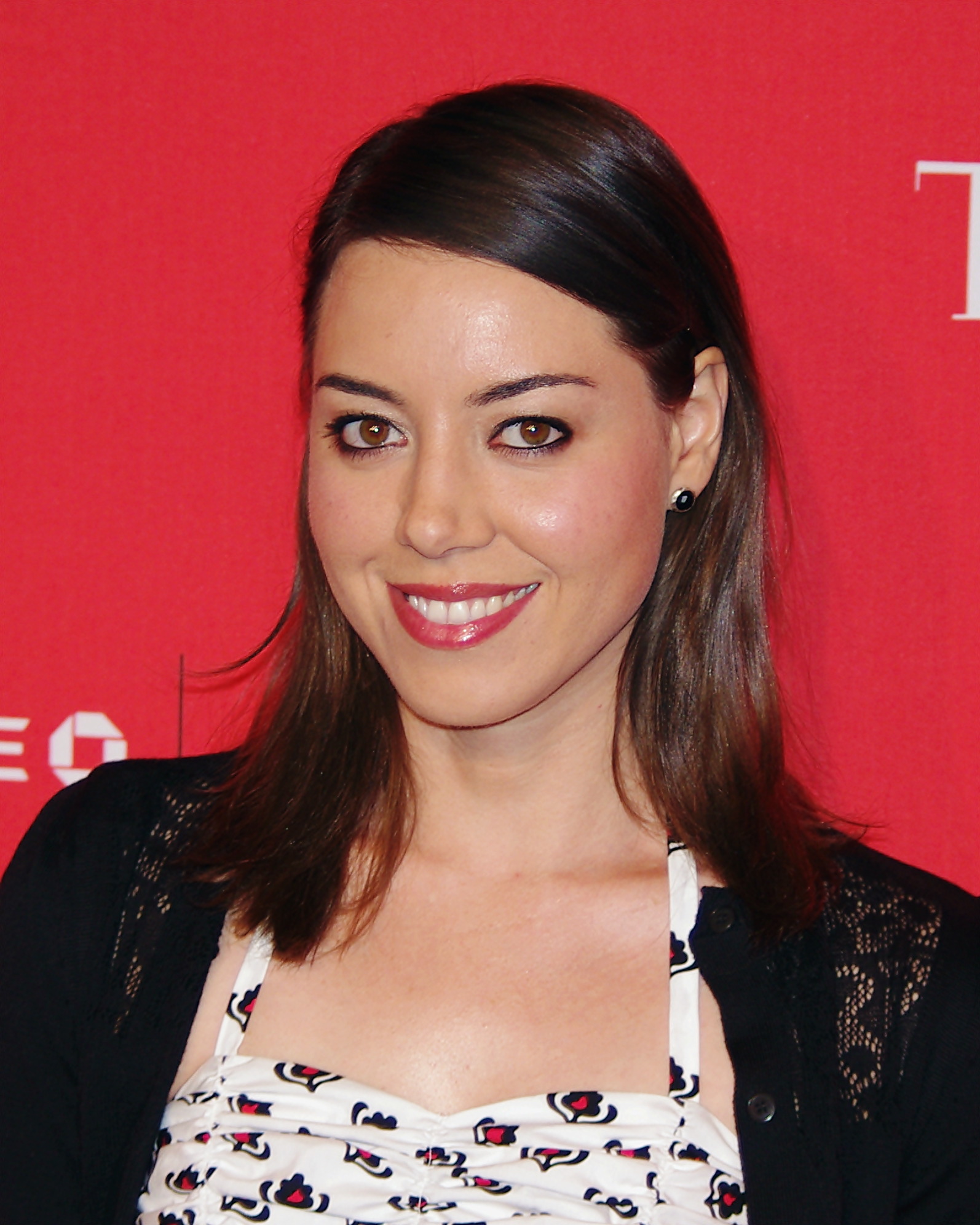
"Tracy Does Conan" foi o primeiro trabalho de Aubrey Plaza na televisão como actriz.

"Tracy Does Conan" é o sétimo episódio da primeira temporada de 30 Rock. O seu enredo foi escrito por Tina Fey, criadora e produtora executiva do seriado, e foi realizado por Adam Bernstein. Assim, marcou a terceira vez que Fey escrevia um argumento, após o episódio piloto e "The Aftermath", e ainda a quarta vez que Bernstein realizava um episódio para 30 Rock, com os três primeiros da temporada sendo os seus trabalhos anteriores.
"Tracy Does Conan" foi o primeiro trabalho de Aubrey Plaza na televisão como actriz. No episódio, ela aparece como uma estagiária que guia visitantes do lado de fora do estúdio do programa de Conan O'Brien. Na vida real, Plaza trabalhou como estagiária da NBC a partir de 2005 no Rockefeller Center, e foi seleccionada para participar deste episódio pois ainda tinha o uniforme de estagiária. A actriz revelou que enquanto trabalhava como estagiária, constumava inventar factos sobre O'Brien para turistas. Anos mais tarde, Plaza viria a integrar o elenco do seriado Parks and Recreation, também transmitido pela NBC.
Rachel Dratch, parceira de longa data e companheira de comédia de Fey no SNL, foi originalmente escolhida para interpretar a personagem Jenna Maroney. Dratch interpretou o papel no episódio piloto original do seriado, nunca transmitido na televisão. No entanto, em Agosto de 2006, foi anunciado que a actriz Jane Krakowski iria substituir Dratch neste papel, com esta última interpretando várias personagens diferentes ao longo da série. Segundo Fey, Dratch era "melhor adaptada para interpretar uma variedade de personagens secundárias excêntricas," e o papel de Jenna era para ser desempenhado em "linha recta." "Ambos Tina e eu obviamente adoramos Rachel, e nós queríamos encontrar uma maneira na qual pudéssemos explorar a sua força," afirmou o produtor Lorne Michaels em entrevista à revista Variety. "Tracy Does Conan" marcou a quarta aparição de Dratch em 30 Rock. O actor e comediante Chris Parnell, também ex-membro do SNL, fez a sua estreia no seriado em "Tracy Does Conan" como o Dr. Leo Spaceman. O nome desta personagem tem um significado alternativo; LEO é a abreviatura em inglês de Low Earth Orbit (em português:  Órbita terrestre baixa), a órbita mantida pela Estação Espacial Internacional e o ônibus espacial fora de uso. Vários outros membros do elenco do SNL já fizeram uma participação em 30 Rock, incluindo Rachel Dratch, Andy Samberg, Jason Sudeikis, Will Forte, Fred Armisen, Kristen Wiig, Horatio Sanz, Jan Hooks, Molly Shannon, e Siobhan Fallon Hogan. Ambos Tina Fey e Tracy Morgan fizeram parte do elenco principal do SNL, com Fey sendo a argumentista-chefe do programa entre 1999 e 2006. O actor Alec Baldwin também apresentou o Saturday Night Live por dezassete vezes, o maior número de episódios por qualquer personalidade.
O actor e comediante Judah Friedlander, intérprete da personagem Frank Rossitano em 30 Rock, é conhecido pelos seus bonés de camioneiro de marca registada que usa dentro e fora da personagem Frank. Os chapéus normalmente apresentam palavras ou frases curtas estampadas neles. Friedlander afirmou que ele próprio é quem faz os acessórios. Revelou também que "alguns deles são brincadeiras íntimas, e alguns são simplesmente piadas." A ideia veio do persona de Friedlander nas suas apresentações de comédia stand-up, nas quais os objectos de adorno estão todos estampados com a escrita "campeão mundial" em línguas e aparências diferentes. Em "Tracy Does Conan", Frank usa um boné que lê "Big Foot Expert".

## Enredo
Ao fazer uma doação de sangue, Liz Lemon (Tina Fey) revela que pretende terminar o relacionamento com o seu namorado, Dennis Duffy (Dean Winters). Enquanto caminha em direcção ao seu gabinete, dá de caras com a sua amiga Jenna Maroney (Jane Krakowski) em um estado desamparado pois o executivo Jack Donaghy (Alec Baldwin) cancelou a sua participação no talk-show noturno Late Night with Conan O'Brien, optando por colocar o colega Tracy Jordan (Tracy Morgan) no seu lugar. Todavia, quando Liz não sucede em fazer Jack mudar de ideia, Jenna ameaça se despedir. À medida em que o tempo de transmissão do programa se aproxima, Tracy começa a agir estranhamente. Liz e Pete descobrem que ele não tem tomado os seus remédios correctamente, então, a argumentista chama o Dr. Leo Spaceman (Chris Parnell), médico de Tracy, que a dá instruções sobre a medicação. Liz revela as instruções para o estagiário Kenneth Parcell (Jack McBrayer), que tem de ir à várias farmácias idênticas até encontrar a correcta, para comprar o medicamento de Tracy. As tentativas de Pete e Liz para fazerem Tracy chegar ao palco do Late Night complicam-se ainda mais pois Jack chama Liz persistentemente ao seu escritório para pedir conselhos sobre um discurso que fazer no Hotel Waldorf Astoria. Tracy eventualmente aparece no Late Night e acaba por cair no sono logo após sentar no sofá. Mais tarde, ao entrar no seu apartamento após o incidente, Liz depara-se com Dennis sentado na sua cama a jogar Halo. Ele comprou um cheeseburger para ela, o qual Liz dá uma trinca e em seguida cai no sono enquanto ele joga.

## Transmissão e repercussão

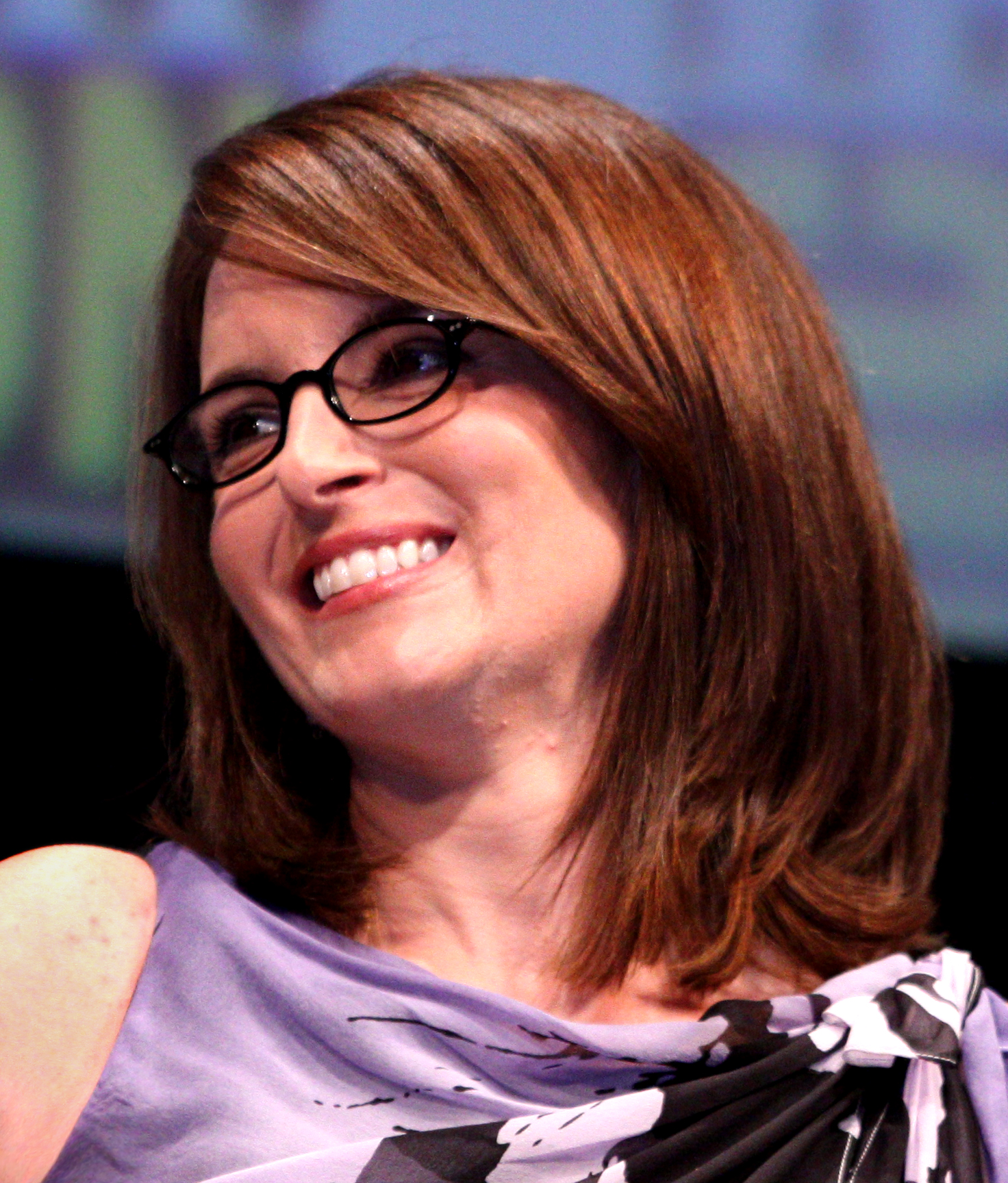
Tina Fey recebeu uma nomeação a um prémio Primetime Emmy pelo seu trabalho no argumento de "Tracy Does Conan".